# 大島治喜太
大島 治喜太（おおしま じきた、1889年（明治22年）4月 - 1939年（昭和14年）2月10日）は、日本の剣道家。大日本武徳会剣道範士、居合術教士、銃剣術教士。
国士舘専門学校教授、警視庁、皇宮警察、東京帝国大学、陸軍士官学校、陸軍戸山学校、海軍横須賀鎮守府、法政大学等の師範を務めた。

## 経歴
佐賀県出身。大日本武徳会武術教員養成所を卒業。武専では持田盛二、堀正平と並び「三勇士」と謳われた。
19歳のとき中山博道に稽古を願い、5本のうち3本をせしめたという。同年、青年大会で23人を勝ち抜き優勝。
1919年（大正8年）、剣道教士に昇進。
1929年（昭和4年）、御大礼記念天覧武道大会指定選士の部に出場。持田盛二と共に優勝候補に挙げられたが、リーグ戦で持田に敗れる。持田は優勝した。
1931年（昭和6年）、剣道範士に昇進。
1934年（昭和9年）、皇太子殿下御誕生奉祝天覧武道大会特選試合に出場し、植田平太郎との試合を披露した。
1939年（昭和14年）、死去。享年51。墓所は多磨霊園。